# Aslanyaka, Milas
Aslanyaka là một xã thuộc huyện Milas, tỉnh Muğla, Thổ Nhĩ Kỳ. Dân số thời điểm năm 2011 là 215 người.